# 강형석 (야구인)
강형석(姜炯碩, 1968년 1월 7일 ~ )은 전 KBO 리그 야구 선수의 외야수이다.

## 출신학교
- 휘문중학교
- 휘문고등학교
- 건국대학교 (1986학번)